# Pealius liquidambari
Pealius liquidambari là một loài côn trùng cánh nửa trong họ Aleyrodidae, phân họ Aleyrodinae.
Pealius liquidambari được Takahashi miêu tả khoa học đầu tiên năm 1932.